# Glas (tidskrift)
Glas är en svensk tidskrift grundad 1933. Tidningen är den svenska glasbranschens organ, som helt fokuserar på glas i arkitektur och byggnation. Glas fyller 90 år 2023.